# Rosnička japonská
Rosnička japonská (Hyla japonica) je žába z čeledi rosničkovití (Hylidae) a rodu rosnička (Hyla). Druh popsal Albert Günther v roce 1859. Mezinárodní svaz ochrany přírody řadí tento druh mezi málo dotčené.

## Výskyt
Rosnička japonská obývá všechny čtyři hlavní ostrovy Japonska, areál jejího rozšíření se dále táhne přes Jižní Koreu, Severní Koreu, Mongolsko, Čínu a jižní ruský Dálný východ, kde žije především v údolích u řek Amur a Ussuri. Mimo oblastí Bajkalu a Mongolska je v celém svém areálu výskytu druh hojný. K životu dává přednost lesům, a to jak smíšeným, tak listnatým, dále žije například na loukách, v bažinách či na rýžových polích, dovede se přizpůsobit i životu ve městech.

## Popis
Rosnička japonská je malá žába měřící 30–52 mm, pulci měří 4 až 5 mm. Na prstech tomuto druhu rostou přísavky. Záda jsou zelená a hladká, zatímco břicho světlé a granulované. Po bocích se od hlavy táhnou tmavé podélné pruhy, jež dále se dále rozpadají do skvrnitého vzoru, případně mohou být částečně redukovány. Krk je u samců nahnědlý a zvrásněný (kvůli rezonančnímu měchýřku), samice ho mají hladký a lesklý. Druh se vzhledem podobá rosničce zelené (Hyla arborea), má však na rozdíl od ní kratší nohy a částečně se liší zbarvením.

## Chování

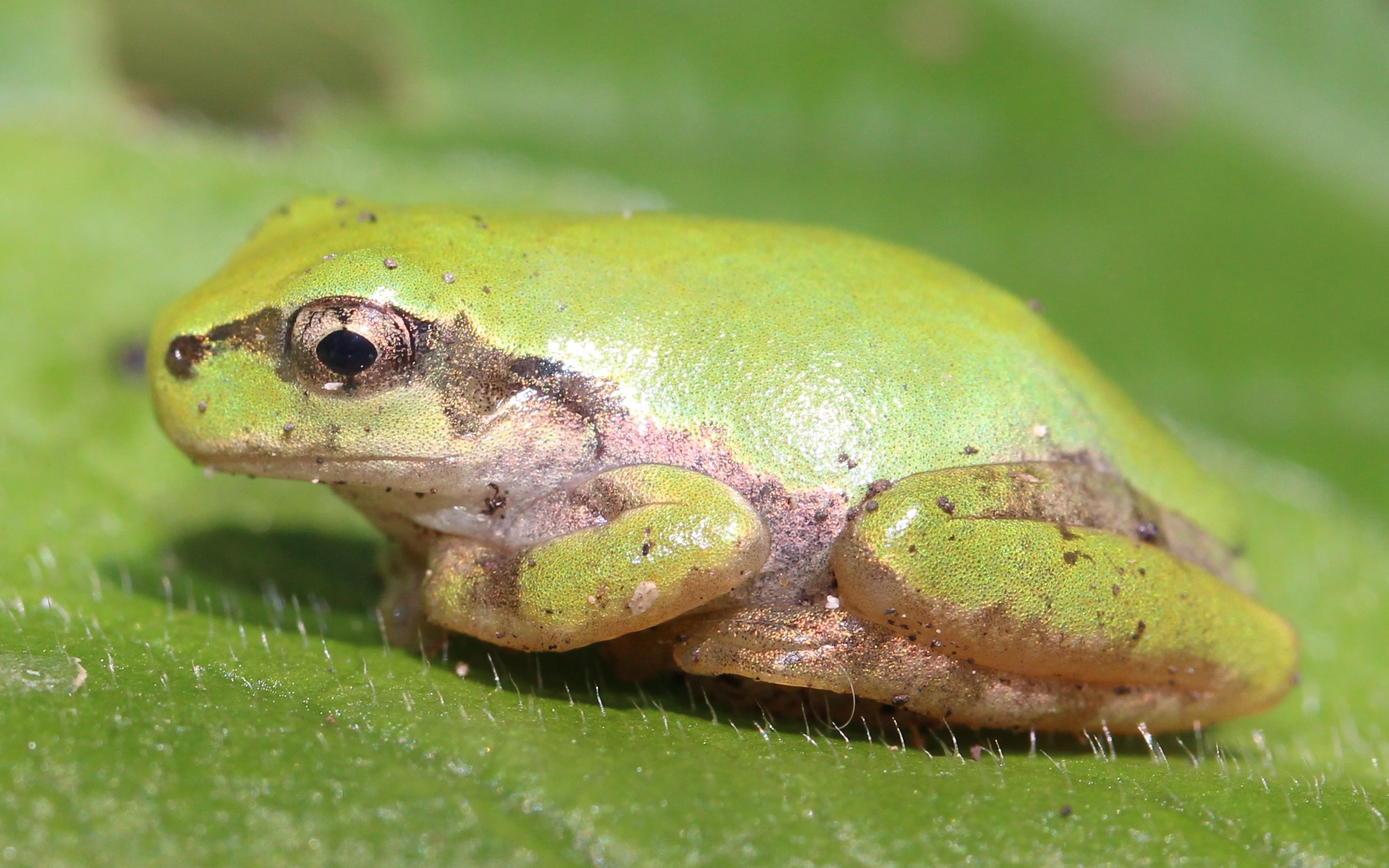
Rosnička japonská

Rosnička japonská se ozývá harmonickými zvuky o frekvenci 1,7 kHz, trvajícími 0,1–0,2 sekund a opakovanými v intervalech 0,2–0,5 sekund. Samci takto mohou volat v noci i ve dne, lov však probíhá prakticky výhradně za soumraku. Potravu tvoří především suchozemští bezobratlí, například pavouci, brouci, dvoukřídlí, blanokřídlí, rosničky požírají rovněž housenky motýlů, naopak vodní živočichy příliš neloví. Mladé žáby pojídají mšice a cikády. Rozmnožování nastává od počátku května do konce července. Probíhá ve stojatých vodách, jako jsou rybníky či louže, oblíbeným místem pro reprodukci jsou rýžová pole. Celkový počet vajíček, která měří v průměru 1,1 až 1,5 mm, činí 340–1500; samice je klade buďto jednotlivě, nebo v malých shlucích o 7–100 vajíčcích. Pulci se líhnou většinou v létě nebo na podzim, v dospělce se začnou měnit při dosažení velikosti 35 až 45 mm. Pohlavní dospělosti tato žába dosahuje ve 3 až 4 letech života a dožívá se 6–11 let.
Přibližně od září až října do dubna až května tento druh hibernuje; někdy přezimovávají rovněž pulci.

## Ohrožení
Nebezpečí pro tento druh může představovat ztráta přirozeného prostředí, znečišťování vodních toků a sucho. Díky rozsáhlému areálu výskytu, spojenému se stabilní velkou populací a schopností obývat řadu přirozených prostředí, je rosnička japonská hodnocena Mezinárodním svazem ochrany přírody jako málo dotčený druh.